# Miyoko Karami
 (août 2025).
Si vous disposez d'ouvrages ou d'articles de référence ou si vous connaissez des sites web de qualité traitant du thème abordé ici, merci de compléter l'article en donnant les références utiles à sa vérifiabilité et en les liant à la section « Notes et références ».
Miyoko Karami (唐見 実世子, Karami Miyoko), née le 6 septembre 1974 à Hiroshima, est une coureuse cycliste japonaise. Elle a notamment été championne du Japon de cyclo-cross en 2002 et championne du Japon du contre-la-montre en 2004 et 2005. Elle a représenté le Japon lors de l'épreuve sur route des Jeux olympiques de 2004 à Athènes.

## Palmarès
- 2002
  -  Championne du Japon de cyclo-cross
  - 2e du championnat du Japon du contre-la-montre
  - 2e du championnat du Japon sur route
- 2003
  - 2e du championnat du Japon de cyclo-cross
- 2004
  -  Championne du Japon du contre-la-montre
  -  Médaillée d'argent du championnat d'Asie du contre-la-montre
  - 2e du championnat du Japon sur route
- 2005
  -  Championne du Japon du contre-la-montre
  - 2e du championnat du Japon sur route
- 2006
  - 2e du championnat du Japon du contre-la-montre
  - 3e du Tour d'Okinawa
  - 4e du contre-la-montre des Jeux asiatiques
- 2008
  - 2e du championnat du Japon du contre-la-montre
- 2017
  - 2e du championnat du Japon sur route
  - 3e du championnat du Japon du contre-la-montre
- 2018
  -  Médaillée de bronze du championnat d'Asie du contre-la-montre
  - Ibaraki Cyclo-cross Toride Stage, Nakauchi
- 2019
  - Sagae Round Tohoku CX Series, Sagae

## Palmarès en cyclo-cross

### Par années
- 2017-2018
  - Ibaraki Cyclo-cross Toride round, Nakauchi
- 2018-2019
  - Ibaraki Cyclo-cross Toride Stage, Nakauchi
- 2019-2020
  - Sagae Round Tohoku CX Series, Sagae
  - KANSAI Cyclo Cross Makino Round, Takashima
  - ZAO-sama Cup Tohoku CX Series, Zaō